# Люксембургское американское кладбище

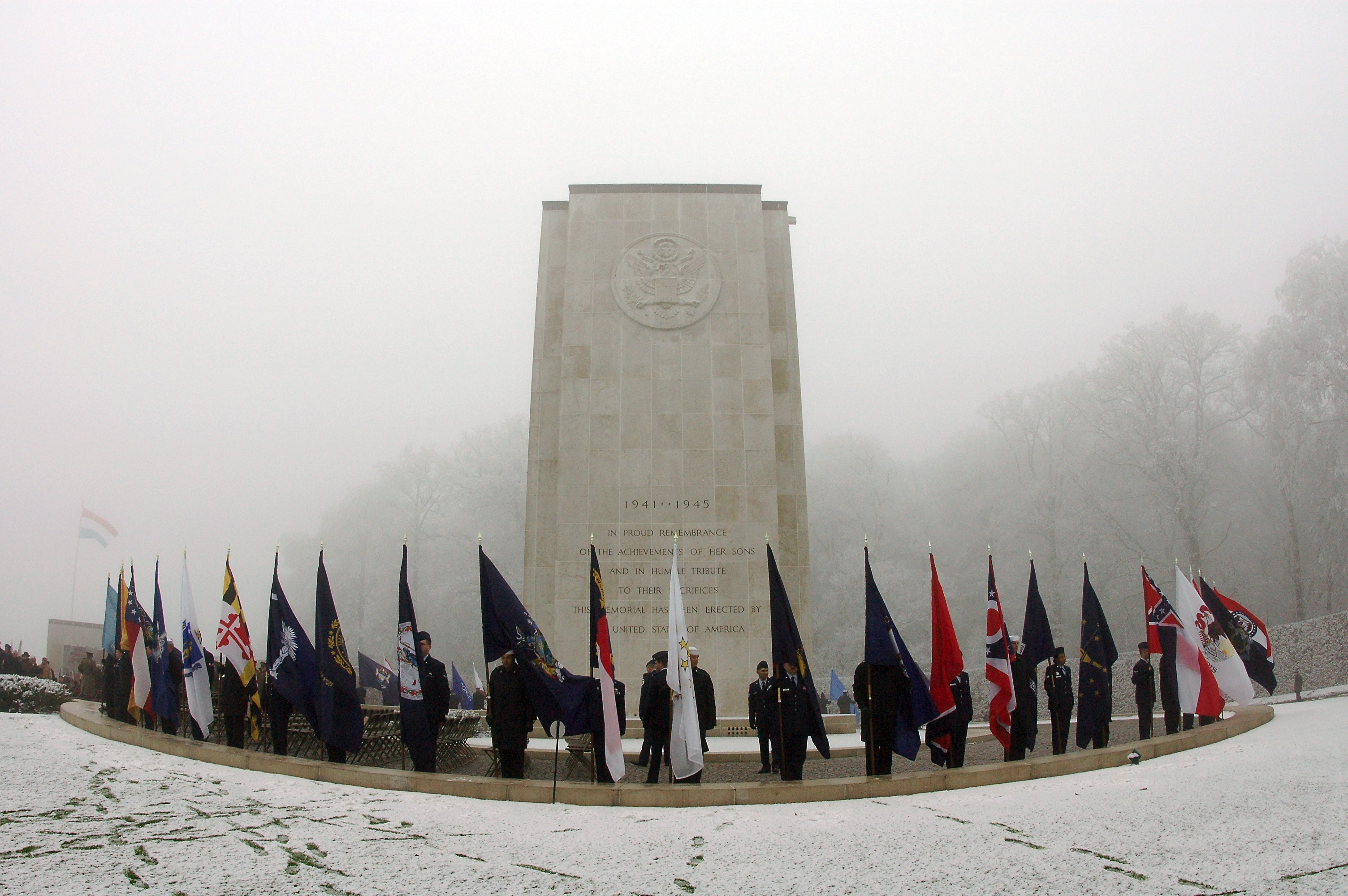
Хамм, Люксембург (16 декабря 2004 г.). Стража из 25 человек стоит полукругом вокруг Мемориального карриона, с видом на могилу генерала Джорджа К. Паттона. События происходят в ознаменование 60-й годовщины немецкой наступательной операции в Арденнском районе восточной Бельгии и северном Люксембурге, где американские войска понесли одни из своих самых больших потерь во время Второй мировой войны.

Люксембургское американское кладбище — кладбище, находящееся в 2,5 километрах к юго-западу от аэропорта Финдель в Хамме, город Люксембург (Люксембург). Находится в ведении США. На основании договора, подписанного в 1951 году, правительству США были предоставлены земли кладбища в бесплатное и бессрочное пользование без налогообложения.
Кладбище, площадью 50 акр (≈202 343м²), содержит останки 5076 американских военнослужащих. На территории находятся 22 братские могилы. Большинство захороненных погибли во время битвы в Арденнах, которая велась зимой 1944—1945. 5076 надгробий находятся на 9 участках. Между двумя флагштоками США расположена могила генерала Джорджа С. Паттона.
Недалеко от входа на кладбище располагается церковь из белого камня, поставленная на широкую круглую площадку, окруженную лесом. Она украшена скульптурой из бронзы и камня, витражом с символикой пяти крупных американских полков, которые действовали в операции. Надгробия представляют собой невысокие кресты белого цвета.
Примерно в 1,5 километрах находится немецкое люксембургское кладбище, на котором захоронены немецкие солдаты. 

## Фотографии

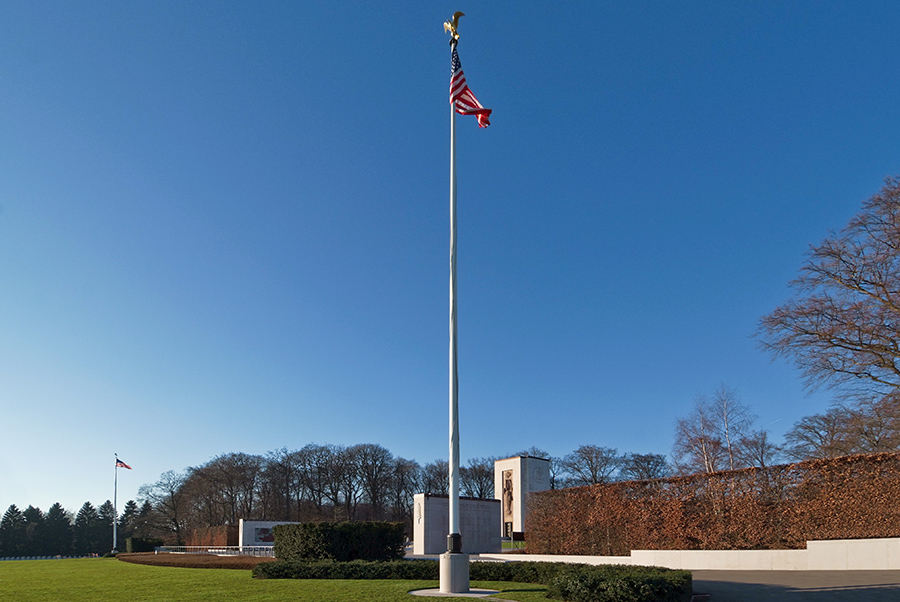
Флагшток с флагом США.
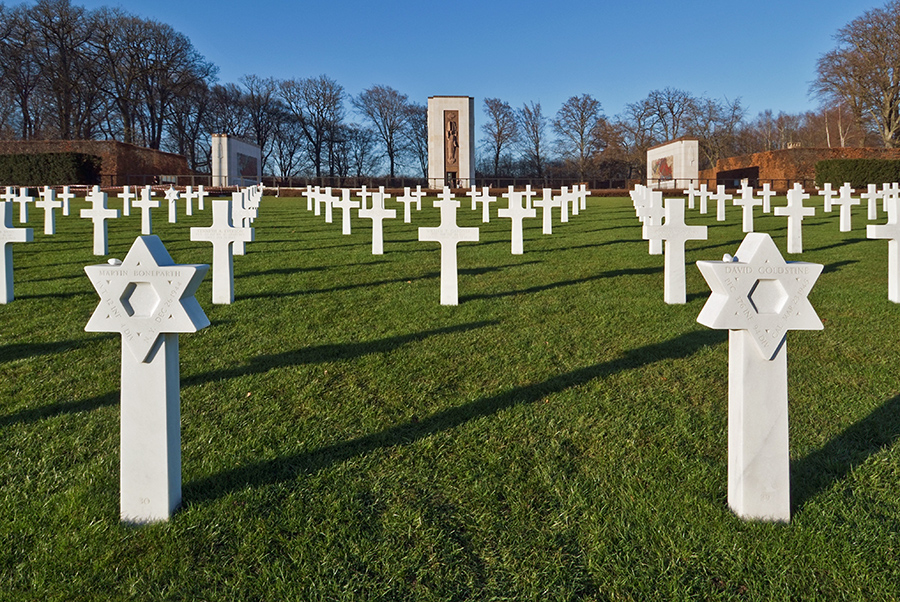
Надгробия.
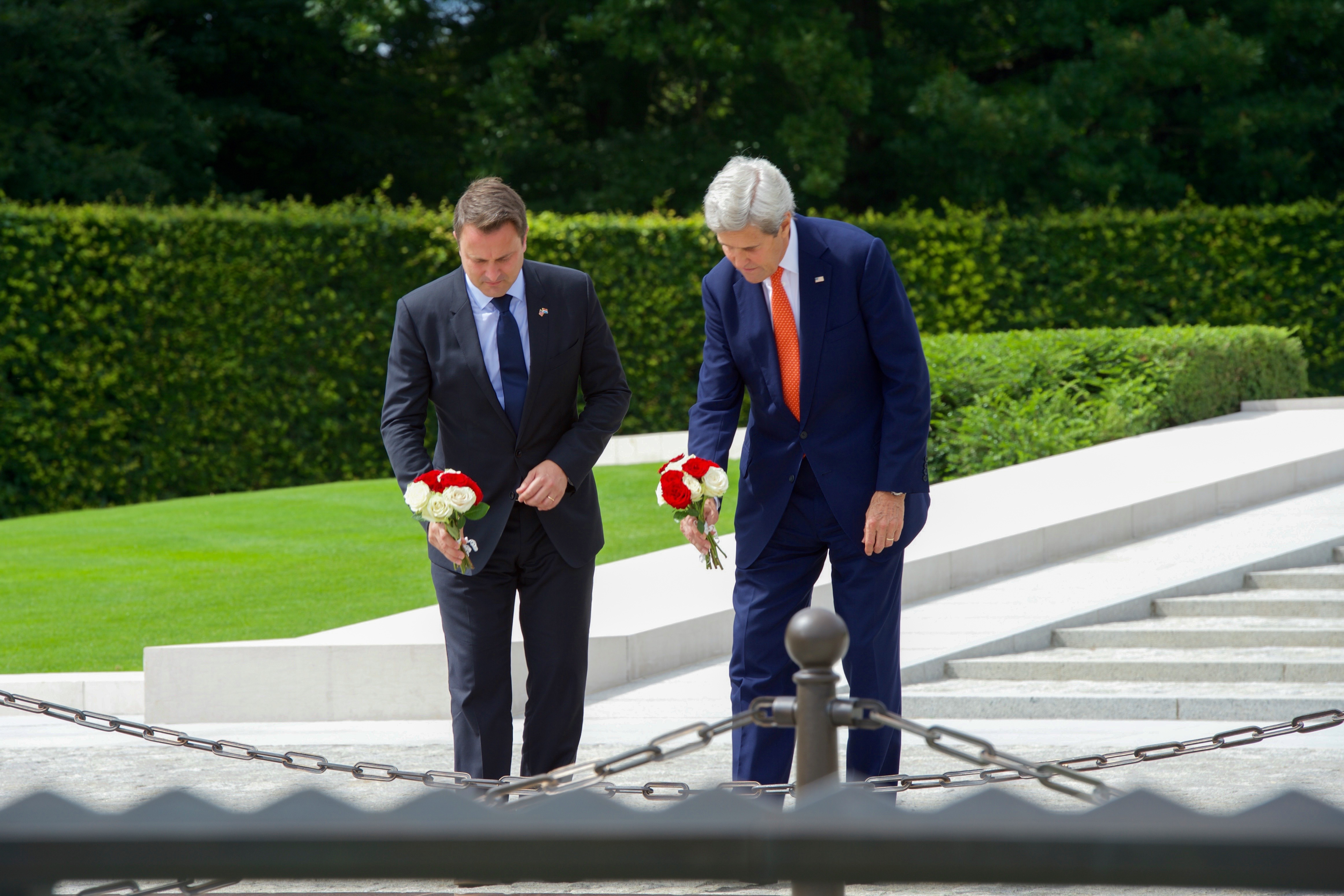
Джон Керри на кладбище, 2016 год.
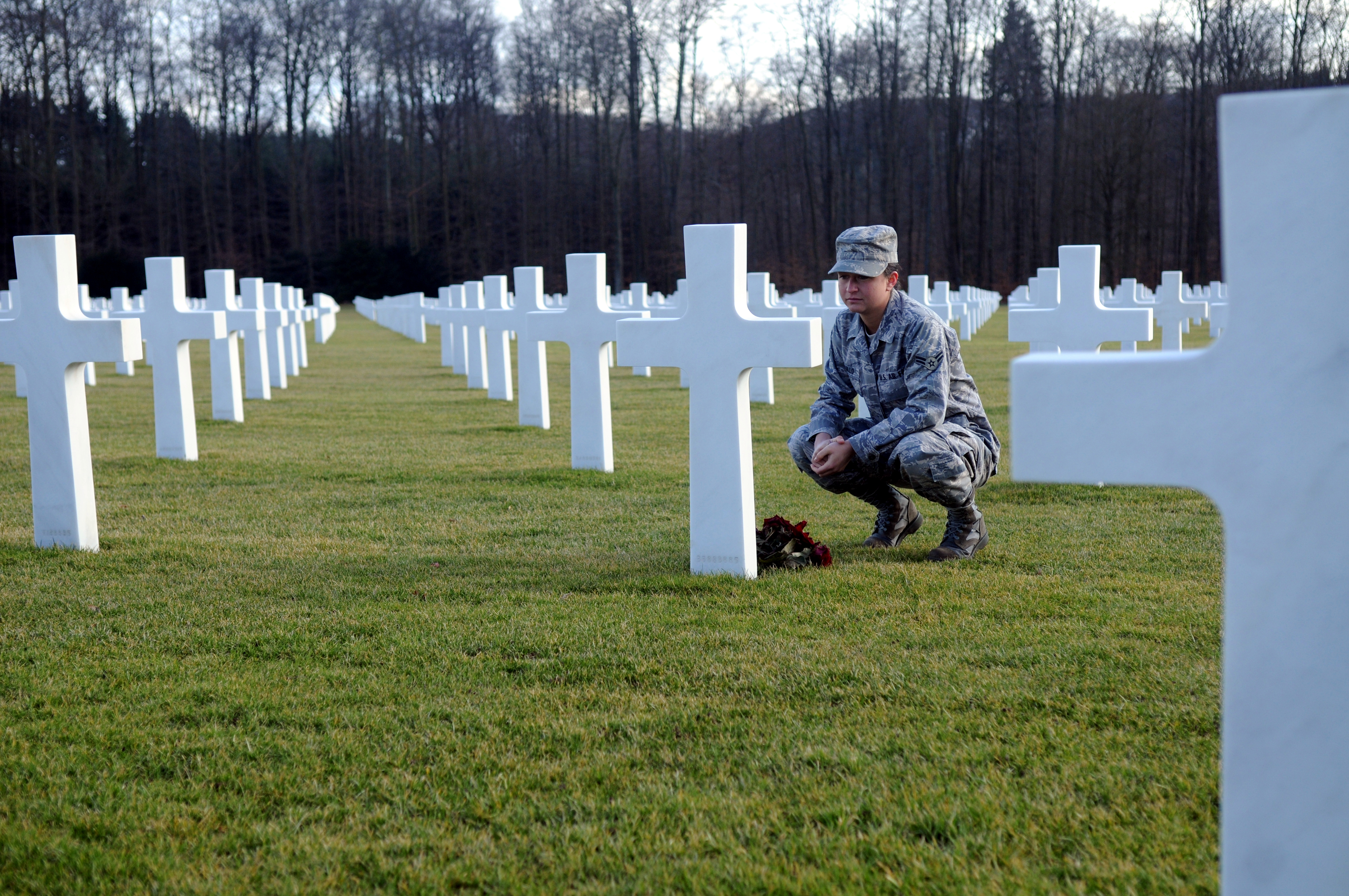
Военнослужащий ВВС США 1-го класса Джиллиан Трухильо, читает надгробие на кладбище, Люксембург, 9 марта 2009 года.(Фото ВВС США, сделанное авиацией 1-го класса Staci Miller / Released).

## Внешние ссылки
- Американская комиссия памятников сражения Люксембургское американское кладбище и Мемориал
- Сайт с фотографиями Люксембург американское кладбище и информация о некоторых из похороненных там солдатах